# جيم إنجلش
جيم إنجلش (بالإنجليزية: Jim English)‏ هو لاعب قذف أيرلندي، ولد في 1 أكتوبر 1932، وتوفي في 23 فبراير 2008.